# Trinidad (Tranvía de Tenerife)
Trinidad es el nombre que recibe la que, actualmente, es última parada de la línea 1 del Tranvía de Tenerife tras su salida del Intercambiador de Transportes de Santa Cruz de Tenerife. Se encuentra en la Avenida de La Trinidad en San Cristóbal de La Laguna y se inauguró el 2 de junio de 2007, junto con todas las de la línea 1.
La parada, en un futuro, podría dejar de ser la última del recorrido de la línea 1 ya que Metropolitano de Tenerife tiene previsto la ampliación de la línea hasta el Aeropuerto de Tenerife Norte con cuatro paradas más: San Antonio, San Lázaro, Park and ride y Los Rodeos-TFN.

## Accesos
- Avenida de La Trinidad, pares
- Avenida de La Trinidad, impares

## Líneas y conexiones

### Tranvía
| Línea | Origen         | Destino  |
| ----- | -------------- | -------- |
|       | Intercambiador | Trinidad |

## Lugares próximos de interés
- Centro de Salud Laguna-Mercedes
- Oficina del Servicio Canario de Empleo
- Aparcamiento subterráneo de la Avenida de la Trinidad
- Juzgado de instrucción n.º 2 (calle Luciano Ramos Díaz) y n.º 4 (calle Seis de diciembre)
- Juzgado de 1ª instancia n.º 6 (calle San Juan)
- Catedral de La Laguna
- Ayuntamiento
- Plaza del Adelantado

- Datos: Q6152719
- Multimedia: La Trinidad (Tranvía de Tenerife) / Q6152719